# Abeba Aregawi
Abeba Aregawi Gebretsadik (ur. 5 lipca 1990 w Adigrat) – etiopska lekkoatletka specjalizująca się w biegach średniodystansowych.
Zwyciężczyni łącznej punktacji Diamentowej Ligi 2012 w biegu na 1500 metrów.
Od 10 grudnia 2012 reprezentuje Szwecję. W swoim pierwszym starcie na imprezie mistrzowskiej pod szwedzką flagą, zdobyła złoto halowych mistrzostw Europy w biegu na 1500 metrów. W tym samym roku została w Moskwie mistrzynią świata. Zwyciężczyni łącznej punktacji Diamentowej Ligi 2013 w biegu na 1500 metrów.
W marcu 2014 została halową mistrzynią świata w biegu na 1500 metrów. Srebrna medalistka mistrzostw Europy w Zurychu (2014).

## Osiągnięcia
| Rok  | Impreza                     | Miejsce  | Konkurencja         | Lokata     | Wynik   | Reprezentacja |
| ---- | --------------------------- | -------- | ------------------- | ---------- | ------- | ------------- |
| 2009 | Mistrzostwa Afryki juniorów | Bambous  | bieg na 800 metrów  | 3. miejsce | 2:02,17 | Etiopia       |
| 2012 | Igrzyska olimpijskie        | Londyn   | bieg na 1500 metrów | 2. miejsce | 4:11,03 | Etiopia       |
| 2013 | Halowe mistrzostwa Europy   | Göteborg | bieg na 1500 metrów | 1. miejsce | 4:04,47 | Szwecja       |
| 2013 | Mistrzostwa świata          | Moskwa   | bieg na 1500 metrów | 1. miejsce | 4:02,67 | Szwecja       |
| 2014 | Halowe mistrzostwa świata   | Sopot    | bieg na 1500 metrów | 1. miejsce | 4:00,61 | Szwecja       |
| 2014 | Mistrzostwa Europy          | Zurych   | bieg na 1500 metrów | 2. miejsce | 4:05,08 | Szwecja       |
| 2015 | Mistrzostwa świata          | Pekin    | bieg na 1500 metrów | 6. miejsce | 4:12,16 | Szwecja       |

## Rekordy życiowe
- Bieg na 800 metrów – 1:59,20 (2013) były rekord Szwecji
- Bieg na 1500 metrów (stadion) – 3:56,54 (2012) były rekord Etiopii, Arigawi jest także rekordzistką Szwecji na tym dystansie (3:56,60 w 2013)
- Bieg na 1500 metrów (hala) – 3:57,91 (2014) rekord Europy, 3. wynik w historii światowej lekkoatletyki